# Kefalinias internationella flygplats
Kefalinias internationella flygplats är en flygplats i Grekland.   Den ligger i prefekturen Nomós Kefallinías och regionen Joniska öarna, i den sydvästra delen av landet, 280 km väster om huvudstaden Aten. Kefalinias internationella flygplats ligger 17 meter över havet. Den ligger på ön Kefalonia Island.